# Флинтофф-Кинг, Дебби
Дебра (Дебби) Ли Флинтофф-Кинг (англ. Debra "Debbie" Lee Flintoff-King; род. 20 апреля 1960, Мельбурн) — австралийская легкоатлетка, специалистка по барьерному бегу и спринту. Выступала за сборную Австралии по лёгкой атлетике в 1980-х годах, чемпионка летних Олимпийских игр в Сеуле, обладательница серебряной медали чемпионата мира, трёхкратная чемпионка Игр Содружества, действующая рекордсменка страны в беге на 400 метров с барьерами.

## Биография
Дебби Флинтофф родилась 20 апреля 1960 года в Мельбурне, Австралия.
Проходила подготовку в легкоатлетическом клубе в Глен-Хантли, первое время пробовала себя в прыжках в длину, в беге с барьерами и многоборье, но начиная с 1981 года, после того как встретила своего будущего тренера и мужа Фила Кинга, специализировалась исключительно на 400-метровом барьерном беге.
Впервые заявила о себе на международном уровне в сезоне 1982 года, когда вошла в состав австралийской национальной сборной и выступила на домашних Играх Содружества в Брисбене, где завоевала золото в беге на 400 метров с барьерами и получила серебро в эстафете 4 × 400 метров.
В 1983 году на впервые проводившемся чемпионате мира по лёгкой атлетике в Хельсинки сумела дойти лишь до стадии полуфиналов.
Благодаря череде удачных выступлений удостоилась права защищать честь страны на летних Олимпийских играх 1984 года в Лос-Анджелесе — в барьерном беге на 400 метров финишировала в финале шестой.
В 1985 году в своей дисциплине стала третьей на домашнем Кубке мира в Канберре.
На Играх Содружества 1986 года в Эдинбурге трижды поднималась на пьедестал почёта, была лучшей в беге на 400 метров с барьерами и в индивидуальном беге на 400 метров, тогда как в эстафете 4 × 400 метров выиграла серебряную медаль.
В 1987 году на чемпионате мира в Риме стала серебряной призёркой в барьерном беге на 400 метров, уступив в финале только немке Сабине Буш, отметилась победой на Финале Гран-при IAAF. За эти выдающиеся достижения по итогам сезона была награждена медалью ордена Австралии и была введена в Зал славы спорта Австралии.
Находясь в числе лидеров австралийской легкоатлетической сборной, благополучно прошла отбор на Олимпийские игры 1988 года в Сеуле. В программе бега на 400 метров с барьерами превзошла всех своих соперниц, в том числе на финише буквально на одну сотую секунды опередила титулованную советскую бегунью Татьяну Ледовскую, и завоевала тем самым золотую олимпийскую медаль. Показанный здесь результат 53,17 поныне остаётся национальным рекордом Австралии. Являлась знаменосцем австралийской делегации на церемонии закрытия Игр.
После сеульской Олимпиады Флинтофф-Кинг ещё в течение некоторого времени оставалась действующей спортсменкой и продолжала принимать участие в крупнейших международных стартах. Так, в 1990 году она стартовала на Играх Содружества в Окленде, где выиграла серебряные медали в барьерном беге на 400 метров и в эстафете 4 × 400 метров.
В общей сложности в течение своей спортивной карьеры Дебби Флинтофф-Кинг восемь раз становилась чемпионкой Австралии в беге на 400 метров с барьерами (1982—1986, 1988, 1991) и дважды побеждала в классическом беге на 400 метров (1985—1986).
Завершив карьеру легкоатлетки в 1991 году, впоследствии проявила себя на тренерском поприще. Среди её воспитанниц такие титулованные австралийские бегуньи как Лорен Хьюитт и Яна Питтмен. Мать троих детей.
В 2000 году была награждена Австралийской спортивной медалью, в качестве почётного факелоносца участвовала в церемонии открытия Олимпийских игр в Сиднее.